# Arisztogitón
Arisztogitón (i. e. 4. század) görög rétor
Attikai szónok, Démoszthenész és Dinarkhosz szónokok ellenfele, aki vádjai ellen néhány, mára elveszett beszédben védekezett. Mai jelentőségét csupán a nagy szónokokhoz való viszonya adja, különben nyersszavú, kevésbé tehetséges szónok volt. Lükurgosz és Hüpereidész is ellenfelei voltak, az előbbi őt, az utóbbi őt vádolta. Fő forrásaink rá nézve a Démoszthenész és Dinarkhosz-féle vádbeszédek.